# Circuit urbain de Zurich
Le circuit urbain de Zurich est un circuit automobile temporaire empruntant les rues de Zurich. Il a accueilli à une reprise l’ePrix de Zurich comptant pour le championnat de Formule E FIA.

## Historique
Le premier ePrix s'y est tenu le 10 juin 2018. C’est pour le moment le seul ePrix qui a eu lieu car celui de 2019 aura lieu à Berne.

## Description

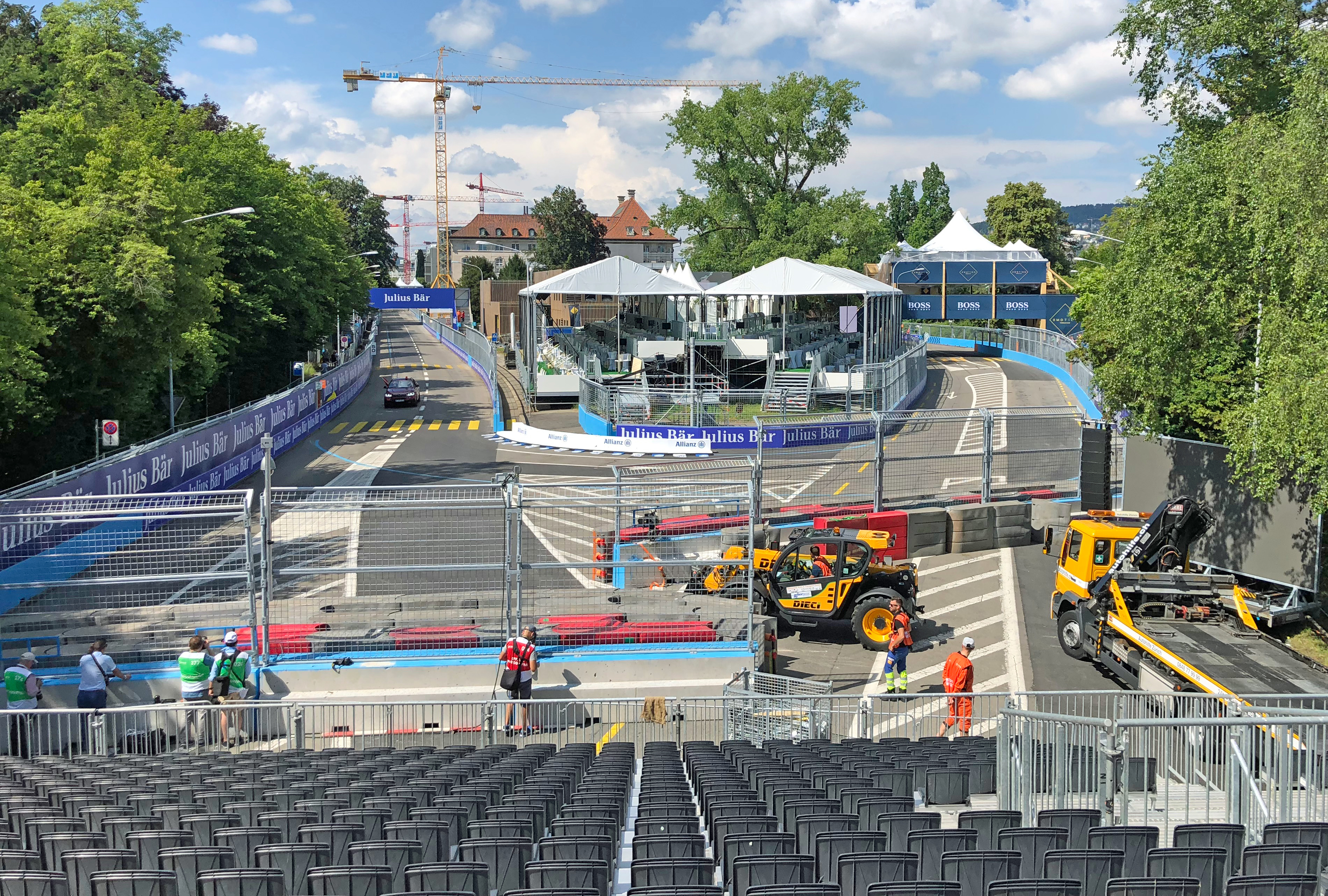
Vue sur le virage 10.

Le tracé est composé de 11 virages et est long de 2,465 km.
Le circuit se situe au centre-ville de Zurich, dans le quartier d’Enge, près du Lac de Zurich, la ligne de départ-arrivé se situe sur le Mythenquai, le premier virage se situe après le Arboretum de Zurich et se dirige vers la rue du Générale Guisan Quai.
Le deuxième virage tourne près du Château Rouge de Zurich, les virages 2, 3 et 4 font passé le circuit par la rue de Stockerstrasse, la rue des Trois Rois et la rue de Genève, après le virage 5, ils seront dirigés vers la rue de Gotthard, puis après le sixièmes virages, une longue droite se poursuit sur la rue d’Alfred-Escher qui est interrompu par une chicane au niveau d’un croisement, à la fin de la droite, l’épingle du virage 10 redirige le circuit vers le Mythenquai.